# Плудальмезо
Плудальмезо (фр. Ploudalmézeau) — коммуна на северо-западе Франции, находится в регионе Бретань, департамент Финистер, округ Брест, кантон Плабеннек. Расположена в 26 км к северо-западу от Бреста, на побережье Атлантического океана. 
Население (2019) — 6 312 человек. 

## История
Около 517 года Святой Павел Аврелиан, уроженец Уэльса, высадился на континенте после нескольких лет пребывания на острове Уэссан. Святой Павел достаточно долго проживал в Тельмедонии (Плудальмезо), а затем построил скит в Ланна Поль (Ламполь-Плудальмезо). В Средние Века Плудальмезо был центром прихода и относился к епархии Леона. 
Население коммуны поначалу приветствовало Великую Французскую революцию, но декрет о призыве в армию 300 тысяч мужчин в марте 1793 года вызвал протест части Леонского духовенства. Плудальмезо был среди коммун, поддержавших восстание. Его мэр Франсуа Барбье был отрешен от должности и через месяц гильотинирован в Бресте.

## Достопримечательности
- Церковь Святых Петра и Венсана XIX века с готической колокольней
- Церковь Нотр-Дам XIX века
- Менгир Гийиги

## Экономика
Структура занятости населения:
- сельское хозяйство — 5,8 %
- промышленность — 15,7 %
- строительство — 5,6 %
- торговля, транспорт и сфера услуг — 32,5 %
- государственные и муниципальные службы — 40,4 %

Уровень безработицы (2018) — 8,7 % (Франция в целом —  13,4 %, департамент Финистер — 12,1 %). 

Среднегодовой доход на 1 человека, евро (2018) — 22 770 (Франция в целом — 21 730, департамент Финистер — 21 970).

## Демография
Динамика численности населения, чел.

## Администрация
Пост мэра Плудальмезо с 2001 года занимает член партии Республиканцы Маргерит Ламур (Marguerite Lamour).  На муниципальных выборах 2020 года возглавляемый ею правый блок победил в 1-м туре, получив 61,73 % голосов.
| Период | Период | Фамилия        | Партия                                  | Примечания                                                                                            |
| ------ | ------ | -------------- | --------------------------------------- | --- |
| 1956   | 1961   | Франсуа Скибан |                                         | |
| 1961   | 2001   | Альфонс Арзель | Союз за французскую демократию          | фермер, член Генерального совета департамента, сенатор                                                |
| 2001   |        | Маргерит Ламур | Союз за народное движение Республиканцы | служащая, член Регионального совета Бретани, член Совета департамента, депутат Национального собрания |